# قرطيون أديمي اللون
قرطيون أديمي اللون (الاسم العلمي: Cerithium alutaceum) هو نوع من الرخويات يتبع جنس القرطيون من الفصيلة القرطيونية.